# Kosmas của Praha
Kosmas của Praha (cũng thường được gọi là Kosmas hay Cosmas; 1045 – 21 tháng 10, 1125) là một người ghi chép sử biên niên và thầy tu người Bôhemia và được coi là nhà viết sử đầu tiên của Bohemia.
Giữa thời gian năm 1075 và 1081, ông học ở Liège. Sau khi trở về Bohemia, ông làm thỳa tu và cưới Božetěcha, và họ đã có với nhau một đứa con trai. Năm 1086, Cosmas đã được làm giáo sĩ của Praha, một chức khác danh tiếng. Ông đã đi công tác khắp chấu Âu dưới cương vị này.
Tác phẩm magnum opus của ông được viết bằng tiếng Latin, được gọi là Chronica Boëmorum ("Biên niên sử Bohemians"). Tác phẩm biên niên sử này được chia làm 3 quyển.